# Mélanie Joly
Pour les articles homonymes, voir Joly.
Mélanie Joly, née le 16 janvier 1979 à Montréal, est une avocate et femme politique canadienne. Membre du Parti libéral du Canada, elle est ministre des Affaires étrangères dans le cabinet de Justin Trudeau à partir du 26 octobre 2021. Le 14 mars 2025, le nouveau premier ministre du Canada, Mark Carney, la reconduit à ce poste dans son cabinet, avant de la nommer ministre de l'Industrie le 13 mai suivant.
Elle est auparavant ministre du Patrimoine canadien et des Langues officielles du 4 novembre 2015 au 18 juillet 2018 puis ministre du Tourisme, des Langues officielles et de la Francophonie jusqu'au 20 novembre 2019. Elle siège à la Chambre des communes pour Ahuntsic-Cartierville (circonscription de Montréal) depuis les élections fédérales de 2015,.

## Biographie

### Jeunesse et formation
Mélanie Joly est la fille du comptable Clément Joly, qui est président de la Commission des finances du Parti libéral du Canada au Québec et administrateur à l'Administration canadienne de la sûreté du transport aérien de 2002 à 2007, et de Laurette Racine, directrice à la Commission-Scolaire-des-Mille-Îles.
Elle fait ses études secondaires au Collège Regina Assumpta et fait ses études universitaires en droit à l'Université de Montréal où elle devient présidente de l'Association des étudiantes et étudiants en droit de l'Université de Montréal. Elle devient membre du Barreau du Québec en 2002. Elle reçoit ensuite la bourse Chevening pour poursuivre ses études en droit européen et comparé à l'université d'Oxford. Elle y obtient sa maîtrise (Magister Juris) en 2003.

### Carrière en droit et en communication
Au début de sa carrière, elle pratique le droit chez Stikeman Elliott et Davies Ward Phillips et Vineberg, deux grands cabinets d'avocats de Montréal. Elle œuvre principalement dans les domaines du litige civil et commercial et du droit de la faillite et de l’insolvabilité. Elle agit aussi à titre de procureure pour le Groupe Polygone devant la Commission d’enquête Gomery.
Elle se joint en 2009 à la firme de relations publiques Cohn & Wolfe dont elle devient associée directrice du bureau de Montréal jusqu'en 2013,. Alors qu’elle dirige encore le cabinet, elle est nommée à la tête du comité conseil pour le Québec de la campagne de Justin Trudeau à la chefferie du Parti libéral du Canada de 2013.
Mélanie Joly fonde en 2009, avec des collègues, le collectif Génération d'idées, un groupe de réflexion politique destiné aux 25 à 35 ans. Elle quitte ce collectif en 2010. Elle est aussi membre du collectif Sortie 13, fondé en 2011, où elle signe sa contribution intitulée : « Les villes au pouvoir ou comment relancer le monde municipal québécois ».

### Carrière politique
Le 17 juin 2013, alors qu'elle est encore inconnue du grand public, Mélanie Joly annonce sa candidature à la mairie de Montréal sous la bannière du parti Vrai changement pour Montréal, à l'occasion des élections municipales du 3 novembre. Elle obtient 26,50 % des votes, se plaçant en deuxième position derrière Denis Coderre.
En 2015, elle annonce sa candidature à l'investiture du Parti libéral du Canada dans la nouvelle circonscription fédérale d'Ahuntsic-Cartierville.
Le 19 octobre 2015, elle remporte l'élection dans Ahuntsic-Cartierville avec 47 % des voix. Le 4 novembre suivant, elle est nommée ministre du Patrimoine canadien dans le gouvernement libéral, parvenant à capitaliser non seulement sur la notoriété acquise dans la foulée de sa candidature à l'élection municipale de 2013, mais également sur le fait que, nouvellement élu Premier ministre, Justin Trudeau s'était engagé à composer un Conseil des ministres paritaire.
Elle est réélue aux élections fédérales de 2019 et de 2021.

### Ministre du Patrimoine canadien
Elle occupe le poste de ministre du Patrimoine canadien du 4 novembre 2015 au 18 juillet 2018. À ce poste, elle est responsable du patrimoine bâti et immatériel, de la culture et des télécommunications.
À l'issue de la conférence de Davos en janvier 2017, elle affirme vouloir trouver des solutions au phénomène des « fausses nouvelles » sur l'internet et les réseaux sociaux.

### Ministre du Développement économique et des Langues officielles
Elle occupe le poste de ministre du Développement économique et des Langues officielles depuis le 13 décembre 2019.
Son mandat sera marqué notamment par la création d'agences de développement régional distinctes pour l'Ouest du Canada, soit Développement économique Canada pour les Prairies (PrairiesCan) et Développement économique Canada pour le Pacifique (PacifiCan).
Elle introduit également à la Chambre des communes le projet de loi C-32 visant l’égalité réelle du français et de l’anglais et le renforcement de la Loi sur les langues officielles. Première réforme depuis 1988, la modernisation de la ministre vise alors à faire en sorte que le vaste ensemble de mesures gouvernementales soit à l’appui des langues officielles réponde et s’adapte aux défis auxquels ces langues sont confrontées dans les différentes régions du pays.

### Ministre des Affaires étrangères
Le 26 octobre 2021 elle est promue ministre des Affaires étrangères en remplacement de Marc Garneau.
Le 15 avril 2024, elle réaffirme le soutien du Canada envers Israël et son droit de se protéger après avoir bombardé l’Iran sans annonce de guerre puis joué à la victime après les bombardements en réplique de l'Iran sur son territoire. Elle mentionne néanmoins que le Canada ne souhaite pas voir une escalade de la situation.
En avril 2024, elle envoie son adjoint David Morrison en Chine afin de normaliser les relations avec Pékin. Elle avait déjà parlé par le passé du besoin d'une diplomatie pragmatique avec ce pays asiatique.
Après la démission de Justin Trudeau de la tête du Parti libéral du Canada, elle fait partie des personnalités envisagées pour briguer sa succession. Elle annonce toutefois le 10 janvier 2025 ne pas se présenter à la course à la direction. Elle apporte son soutien à Mark Carney pour l'élection.
Le 14 mars 2025, elle est confirmée dans ses fonctions par le nouveau premier ministre Mark Carney, qui lui confère également le portefeuille ministériel du développement international. 

### Ministre de l'Industrie
Le 13 mai suivant, à l'occasion du remaniement gouvernemental suivant les élections fédérales du 28 avril, elle quitte le ministère des Affaires étrangères et devient ministre de l'Industrie, un changement de rôle qu'elle déclare avoir demandé au premier ministre.

## Publications
Le 15 octobre 2014, elle publie son premier livre intitulé Changer les règles du jeu. Dans son ouvrage, elle traite du déséquilibre de pouvoir existant entre les différents paliers de gouvernements, du fossé entre les pouvoirs politiques et la population, et d'autres enjeux, dont les changements climatiques, le transport en commun et la croissance des inégalités sociales. Selon le journaliste Paul Journet de La Presse, le livre est « un recueil de lapalissades ».

## Implications sociales et culturelles
Parallèlement à ses activités professionnelles, Mélanie Joly s'implique activement dans le secteur philanthropique. Elle siège au sein de plusieurs comités et conseils d'administration.
- 2006-2007 — Membre du Conseil d'administration et présidente-fondatrice du comité Jeunesse de la Fondation du Musée d’art contemporain de Montréal
- 2006-2008 — Membre du Conseil consultatif du doyen de la Faculté de droit de l'Université de Montréal
- 2007-2011 — Cofondatrice et membre du conseil d'administration de Génération d'idées
- 2007-2011 — Membre du Comité d'honneur des Ballets Jazz de Montréal
- 2007-2008 — Présidente-fondatrice de l'initiative Les Printemps du MAC du Musée d'art contemporain de Montréal
- 2008-2013 — Membre du conseil d'administration et présidente du comité de gouvernance du Musée d’art contemporain de Montréal
- 2008-2013 — Membre du conseil, Conseil supérieur de la langue française
- 2009-2012 — Membre du conseil d'administration et présidente-fondatrice du comité relève, Orchestre symphonique de Laval
- 2009-2011 — Membre fondatrice du comité Jeunes Canadiens en Finance (division Femmes d'affaires)
- 2009-2010 — Membre du conseil d'administration du Festival Bach de Montréal
- 2010-2013 — Membre du conseil d'administration du Cercle canadien de Montréal
- 2011-2012 — Membre du comité national organisateur du Prix du gouverneur général des arts de la scène
- 2011-2013 — Membre du forum 8 de Entrepreneur organization (EO)
- 2011 — Membre du groupe de réflexion Sortie 13
- 2011-2013 — Membre du conseil d'administration de la Régie des rentes du Québec
- 2012-2013 — Membre du conseil d'administration de la Fondation du Centre hospitalier de l'Université de Montréal
- Porte-parole du Logis Rose-Virginie
- Ambassadrice pour La Rue des femmes

## Prix, bourses et distinctions
- 2008: Le magazine Elle Québec l'a choisie Femme de l'année 2008 - catégorie Relève[25].
- Juillet 2008 — Prix Coup de cœur, Concours québécois en entrepreneuriat, pour le projet Génération d’idées
- Octobre 2009 — Sélectionnée parmi les 15 femmes qui feront bouger le Québec par le journal Les Affaires[26]
- Juillet 2010 — Sélectionnée parmi les 100 femmes « Leaders de l’avenir », Magazine Entreprendre
- Octobre 2010 — Récipiendaire, Prix Arnold Ediborough[27], première personnalité québécoise à obtenir cette récompense visant à reconnaître l’implication d’une personnalité du monde des affaires au sein du milieu culturel
- Octobre 2011 — Finaliste, Prix des Femmes d’affaires du Québec[28], Réseau des femmes d’affaires du Québec
- Automne 2011 — Sélectionnée parmi les 100 personnalités du Québec, Magazine Entreprendre
- Automne 2013 — Sélectionnée Personnalité municipale de l’année, émission C'est pas trop tôt, ICI Radio-Canada Première
- Février 2014 — Sélectionnée parmi les Femmes de l’année, Elle Québec